# Lycorina canberrae
Lycorina canberrae là một loài tò vò trong họ Ichneumonidae.